# Schweiz im Zweiten Weltkrieg
Die Schweiz wurde während des Zweiten Weltkrieges nicht durch eine Invasion in Mitleidenschaft gezogen. Wirtschaft, Gesellschaft und Zeitgeschehen waren jedoch stark vom Krieg betroffen, insbesondere dadurch, dass die Schweiz zeitweise vollständig von den Achsenmächten umschlossen war. Die Regierung (und Armeeführung) versuchte die Neutralität und Souveränität zu wahren, ohne eine der Kriegsparteien zu brüskieren. Man begann mit dem Bau des Réduits. Nach Kriegsende beschuldigten die Siegermächte die Schweiz der Kooperation mit den Nationalsozialisten, denn unter anderem wurden rund 75 % der seitens des Deutschen Reiches für Einkäufe im nicht neutralen Ausland erforderlichen Devisen durch Goldtransaktionen der Reichsbank über das Schweizer Bankensystem abgewickelt.
Die Zeit des Zweiten Weltkriegs wird von der Aktivdienstgeneration als Grenzbesetzung 1939–1945 bezeichnet.

Plakat Allgemeine Kriegsmobilmachung aus der Sammlung des Schweizer Nationalmuseums

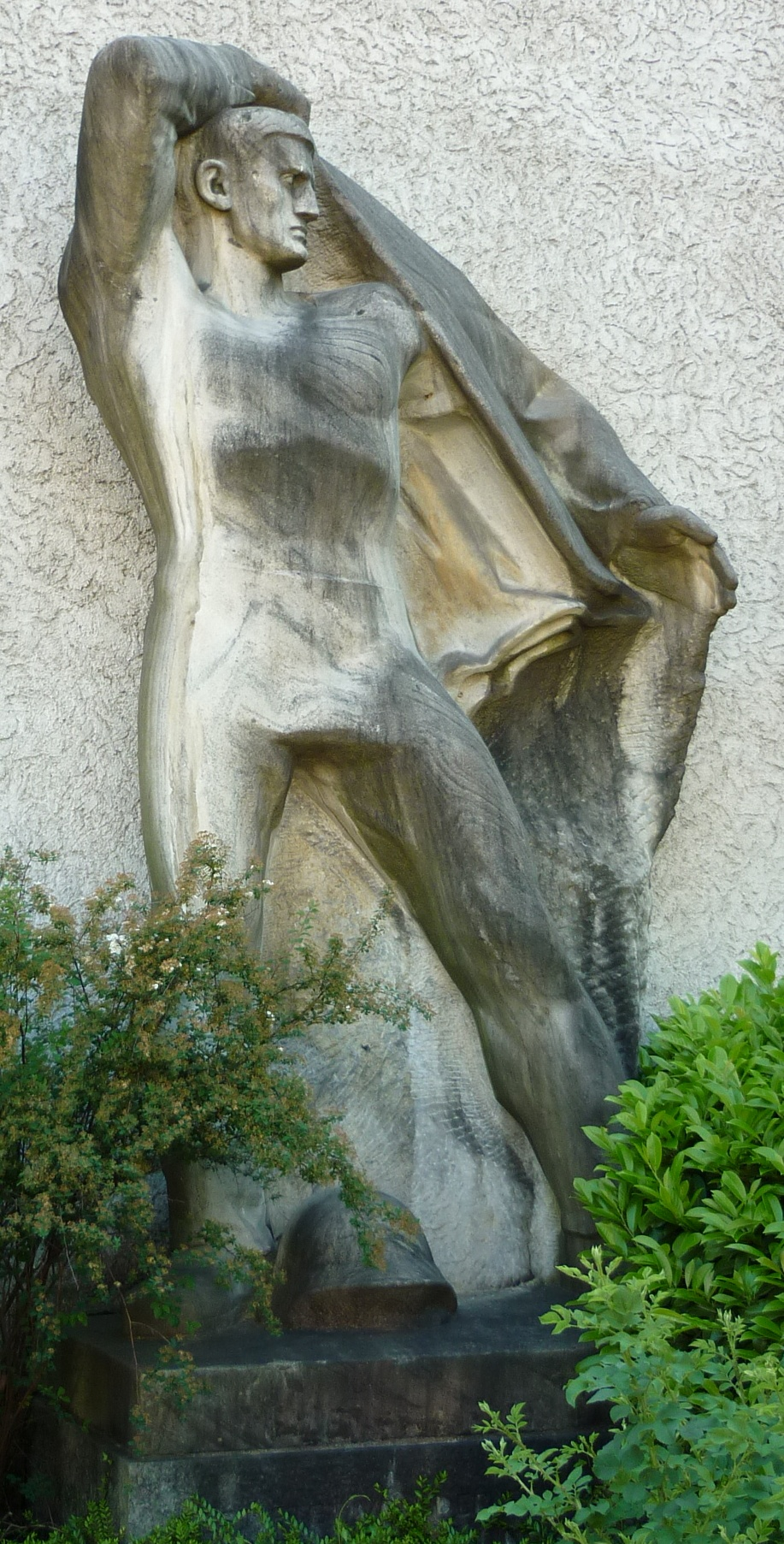
Marmorskulptur Wehrbereitschaft von Hans Brandenberger 1943–1947, das Original in Bronze war ein Symbol des Landigeistes von 1939

## Vorgeschichte
Nach der Gründung der Heimatwehr 1925 in Zürich bildete sich zu Beginn der 1930er-Jahre die Frontenbewegung mit der Nationalen Front an der Spitze. Diese gewann unmittelbar nach der Machtergreifung Hitlers 1933 im Frontenfrühling an Einfluss und erzielte im Herbst dieses Jahres bei Kantonsratswahlen in Zürich und Schaffhausen Stimmengewinne von 10 % respektive 27 %. Insgesamt blieb die Frontenbewegung nur eine Randerscheinung. So erhielten die Fronten im Nationalrat in der Legislaturperiode 1935–1939 nur ein einziges Mandat. Die faschistisch-nationalsozialistische Bedrohung führte die Sozialdemokratische Partei (SP) trotzdem dazu, ihre Oppositionsrolle aufzugeben und die Landesverteidigung und die Demokratie in einem neuen Parteiprogramm anzuerkennen. Die bedingungslose Anerkennung der Legitimität der Landesverteidigung folgte im Januar 1937 durch den Beitritt der SP zur Richtlinienbewegung.
Am 23. Februar 1937 gab Hitler in Berlin dem Schweizer Alt-Bundesrat Edmund Schulthess das Versprechen, keinen Angriff gegen die Eidgenossenschaft durchzuführen.
Nach dem Anschluss Österreichs an Deutschland kehrte die Schweiz von der differenzierten zurück zur integralen Neutralität, d. h., dass sie von nun an nicht nur an militärischen, sondern auch an wirtschaftlichen Sanktionen des Völkerbundes nicht mehr teilnahm. Unter dem Eindruck der deutschen Expansion bekräftigten Schweizer Politiker, Gelehrte und Militärs den geistigen und militärischen Widerstands- und Selbstbehauptungswillen der Schweiz. Bundesrat Hermann Obrecht verkündete: «Wer unsere Unabhängigkeit […] angreifen sollte, dem wartet der Krieg! Wir Schweizer werden nicht zuerst ins Ausland wallfahrten gehen.» Die «Geistige Landesverteidigung» wurde zu einem prägenden Element für das Schweizer Kultur- und Geistesleben bis weit in die Nachkriegszeit. 1939 fand die Schweizerische Landesausstellung «Landi» im Sinne der Geistigen Landesverteidigung statt.
Nach der Einführung der Nürnberger Rassengesetze in Deutschland verstärkte sich die Auswanderung und Flucht deutscher Juden in die Schweiz. Da die Konferenz von Évian im Juli 1938 keine Lösung für das Problem fand, wollten die Schweizer Behörden dem Zustrom mit der Wiedereinführung der Visumspflicht mit Deutschland begegnen. Dagegen wehrte sich die deutsche Regierung, da diese Massnahme auch für nichtjüdische Reisende gelten sollte. Die weit verbreitete Meinung, Heinrich Rothmund, Chef der Fremdenpolizei, habe die Kennzeichnung von Pässen mit einem «J» vorgeschlagen, ist aber nach neuesten Forschungen lediglich teilweise richtig. Er schlug im August 1938 einen Sichtvermerk für alle Emigranten vor. Das deutsche Auswärtige Amt lehnte dies ab und forderte stattdessen, die Pässe aller deutschen und schweizerischen Juden mit einem J-Stempel zu stempeln. Rothmund selbst wiederum meldete Bedenken an. Der Bundesrat stimmte am 4. Oktober 1938 schliesslich einer Vereinbarung mit Deutschland zu, nach der die Pässe deutscher Juden mit dem J-Stempel zu versehen seien. Die Forderung nach J-Stempeln in Pässen von Schweizer Juden wurde fallengelassen.
Ferner war die Schweiz auf der Konferenz von Évian 1938 für die dauerhafte Aufnahme eines bestimmten Kontingents von Flüchtlingen nicht bereit und bestand darauf, einzig ein Transitland zu bleiben, weshalb nur Emigranten in die Schweiz einreisen durften, die glaubhaft machen konnten, baldmöglichst weiterreisen zu können.

## Die Schweiz während des Zweiten Weltkrieges

### Allgemein
Vor allem in der Deutschschweiz gab es Minderheiten, welche die Ideen der Nationalsozialisten unterstützten. Sie waren unter dem Namen Frontisten organisiert und stellten zeitweise Stadtparlamentarier in Zürich und Kantonsparlamentarier, u. a. in Schaffhausen. Ihr Wappen war ein Schweizerkreuz mit einem bis an den Rand gehenden weissen Balken. Ohne sich ausdrücklich als Nazis oder Frontisten auszugeben, waren aber auch gewisse Exponenten der gesellschaftlichen Elite vom Nazi-Gedankengut beeinflusst. Eine permanente Herausforderung war zudem die «Fünfte Kolonne», die Gruppe der Nazi-Freunde in der Schweiz, deren Exponent Wilhelm Gustloff einem im Jahr 1936 durch David Frankfurter in Davos ausgeführten Attentat zum Opfer fiel.
Die Schweiz berief sich während des Zweiten Weltkrieges auf ihre bewaffnete Neutralität und ordnete die allgemeine Mobilmachung am 2. September 1939 an. Am 29. August wurden vorgängig schon die Grenztruppen aufgeboten.
Im Jahr 1941 soll das Deutsche Reich von der Schweiz einen Kredit von einer Milliarde Schweizer Franken für den Russland-Feldzug erhalten haben.
Im Norden, Osten sowie im Süden von den Achsenmächten umgeben, versuchte man mit Rationierung und systematischer Nutzung von Grün- u. a. Flächen, wie Fussballplätzen (Plan Wahlen), der Lebensmittelknappheit zu begegnen. Ab Herbst 1942 stieg der Schmuggel an der Südgrenze von Lebensmitteln aller Art, besonders Reis, in die Schweiz stark an. Für zahlreiche italienische Dienstverweigerer, Fahnenflüchtige und Partisanen war der Schmuggel in die Schweiz die einzige Einnahmequelle. In der Vergangenheit erfolgte der Schmuggel an der Südgrenze traditionsgemäss von der Schweiz nach Italien.

### Regierungsmitglieder
- 1912–1940: Giuseppe Motta
- 1929–1944: Marcel Pilet-Golaz
- 1930–1940: Rudolf Minger
- 1934–1940: Johannes Baumann
- 1934–1959: Philipp Etter
- 1935–1940: Hermann Obrecht
- 1939–1943: Ernst Wetter
- 1940–1950: Enrico Celio
- 1940–1947: Walther Stampfli
- 1941–1951: Eduard von Steiger
- 1941–1954: Karl Kobelt
- 1944–1951: Ernst Nobs
- 1945–1961: Max Petitpierre

### Gesandter in Berlin
Zwischen 1938 und 1945 vertrat Hans Frölicher als Gesandter (Botschafter) die Schweiz in Berlin. Sein vom Bundesrat gestellter Auftrag bestand darin, mit dem nationalsozialistischen Deutschland freundliche Beziehungen zu pflegen. Nach dem Krieg diente er als Sündenbock und als Symbolfigur für eine anpasserische Schweiz. Frölicher gilt als der umstrittenste Schweizer Diplomat.

### Innenpolitische Lage
Bei Kriegsausbruch hoffte man noch auf ein baldiges Kriegsende. Im Mai 1940 überstürzten sich die Ereignisse, die Situation wurde bedrohlicher, und die Bevölkerung ängstigte sich mit andauerndem Verlauf des Krieges mehr und mehr, insbesondere aus folgenden Gründen:
- Es kam zu Sabotageakten und Truppenaufmärschen an der Schweizer Grenze. Erst im Nachhinein wurde bekannt, dass diese inszenierten Aufmärsche Teil einer grossangelegten Täuschung in Vorbereitung des Westfeldzuges (→ Die Schweiz während des Westfeldzuges) der deutschen Wehrmacht waren. Statt der tatsächlich am Oberrhein[12] liegenden schwachen deutschen Sicherungskräfte wurden hier mit grossem Aufwand starke Offensivkräfte und die Absicht der Umgehung der Maginot-Linie über Schweizer Gebiet vorgetäuscht, um französische Kräfte in grossem Umfang zu binden. Ihren Höhepunkt erreichte diese Massnahme während des Feldzuges Mitte Mai, zeitlich abgestimmt mit deutschen Erfolgen im wahren Angriffsschwerpunkt bei Sedan, mit der Ankündigung des Reichspropagandaministers Joseph Goebbels, «dass es binnen zweimal 24 Stunden in Europa keine neutralen Staaten mehr geben» werde, sowie scheinbaren Indiskretionen deutscher Diplomaten über Angriffsabsichten.
- Deutsche Armeen überrannten neutrale Länder wie die Niederlande, Belgien und Luxemburg innerhalb weniger Tage. Die Schweizer befürchteten daher einen Einmarsch der kriegführenden Staaten.
- Die französische Armee, die als sehr stark galt, wurde durch den deutschen Blitzkrieg innerhalb eines Monats überrollt.
- Die umstrittene Radioansprache vom 25. Juni 1940 des damaligen Bundespräsidenten Marcel Pilet-Golaz wurde von vielen als voreilige Anpassung oder gar Unterwerfung gegenüber Deutschland gedeutet.

Die demokratische Struktur des Landes blieb im Grundsatz während des Krieges erhalten. Bereits 1935 waren rechtsradikale Bestrebungen in Form der Fronten-Initiative, die das politische System teils deutschen Gegebenheiten anpassen wollten, in der Volksabstimmung deutlich gescheitert.
Während des Krieges schränkte das sogenannte Vollmachtenregime des Bundesrates die Rechte sowohl des Volkes wie des Parlamentes teilweise ein. Freie Wahlen blieben jedoch erhalten, und es gelangten sogar drei Volksinitiativen aus der Bevölkerung zur Abstimmung durch das Volk – auch die traditionelle direkte Demokratie verschwand nicht völlig aus dem politischen Erscheinungsbild.

### Todesstrafen
Die Schweiz schaffte als einziger Staat während des Zweiten Weltkriegs die zivile Todesstrafe ab; sie wurde letztmals am 18. Oktober 1940 in Sarnen an Hans Vollenweider vollstreckt. Dies betraf jedoch nicht das Militärstrafgesetz im Falle von Landesverrat im Kriegsfall oder bei unmittelbar drohender Kriegsgefahr. Das Gesetz erteilte dem Bundesrat die Kompetenz, dies zu erklären. Nach Kriegsbeginn in Europa hätte eine Erklärung der unmittelbaren Kriegsgefahr im Inland Panik auslösen und im Ausland den Verdacht zur Absicht einer schweizerischen Aggression erregen können, so dass der Bundesrat auf dieses Rechtsmittel verzichtete. Stattdessen änderte er am 28. Mai 1940 mittels Notrecht das Militärstrafgesetz dahingehend, dass für die in Art. 86 und 87 definierten Tatbestände die Todesstrafe verhängt werden konnte, also für Spionage sowie militärischen Landesverrat. Dieser Schritt schloss die übrigen in Kriegszeiten mit der Todesstrafe bedrohten Delikte wie z. B. Desertion, fremder Militärdienst oder Befehlsverweigerung ausdrücklich nicht mit ein.
Insgesamt verzeichnete man während der Kriegsjahre 468 entdeckte Fälle von Landesverrat. Es kam zu 33 Todesurteilen durch die Militärjustiz, wovon elf Verurteilte Ausländer waren. Fünfzehn Todesurteile wurden in Abwesenheit der Angeklagten verhängt. Bei den siebzehn Hingerichteten handelte es sich ausser bei einem Liechtensteiner ausschliesslich um Deutschschweizer. Unter den Exekutierten waren ein Major (Hans Pfister), zwei Subalternoffiziere sowie drei Fouriere. Der am 25. Mai 1943 hingerichtete G. war hilfsdienstpflichtig gewesen. Die Leichen wurden den Angehörigen in einem plombierten Sarg übergeben, die Beisetzung hatte in aller Stille zu erfolgen. Die Spionagetätigkeit des Dritten Reiches in der Schweiz wurde nach dem Vollzug der ersten militärischen Todesurteile 1942 eingestellt.
Die Hinrichtungen wegen Landesverrats wurden Jahrzehnte später von Niklaus Meienberg im Buch und später im Film Die Erschiessung des Landesverräters Ernst S. am Beispiel des 1942 hingerichteten Ernst Schrämli thematisiert. Meienbergs Arbeit war durchaus auch als klassenkämpferische Interpretation des Falles Schrämli zu sehen. Später nahmen sich auch der Jurist Peter Noll und der Historiker Walter Schaufelberger sowie der Journalist Karl Lüönd des Themas an. Sämtliche Todesurteile erfolgten aufgrund von Militärspionage zu Gunsten des nationalsozialistischen Deutschlands. Die von Meienberg vertretene These, wonach die Urteile vor allem an einfachen Männern vollstreckt wurde, während Geschäftsleute mit den Kriegsländern geschäfteten, verdichtete laut Jonas Stöckli im Eindruck, dass es der Politik auch darum ging, den Eindruck zu erwecken, man arbeite nicht mit Nazi-Deutschland zusammen. Die Militärjustiz hatte zumindest teilweise angeordnet, dass bei verurteilten Armeeangehörigen Soldaten aus der gleichen Einheit den «Verräterkameraden» zu exekutieren hatten. Von den 17 Hingerichteten hatten 12 einen sozialen Abstieg hinter sich (Konkurs oder zeitweilige Arbeitslosigkeit), womit zumindest laut Jonas Stöckli durchaus von Klassenjustiz gesprochen werden könnte.
Die erste Hinrichtung erfolgte im November 1942 an Ernst Schrämli, die letzte erfolgte am 13. Dezember 1944 am Fourier und überzeugten Nationalsozialisten Samuel Plüss. Verschiedentlich hatten Deutsche schwerwiegender delinquiert, waren aber nie hingerichtet worden, während verurteilte Frontenführer gar auf Kaution frei gelassen worden waren und nach Deutschland flüchteten.

### Schweizer in Nazi-Konzentrationslagern
In den Konzentrationslagern der Nazis waren zwischen 1933 und 1945 rund 1000 Schweizer Bürger inhaftiert, mindestens 200 davon starben (→ Liste der Stolpersteine in der Schweiz), darunter Auslandschweizer, Résistance-Sympathisanten, Juden, Homosexuelle, Antifaschisten, aber auch «Pechvögel». Selbst Auslandschweizer, die bloss Radio Beromünster hörten, wurden verfolgt. In den letzten Kriegsjahren zeigte Deutschland starkes Interesse, Schweizer Gefangene gegen in der Schweiz inhaftierte Deutsche auszutauschen. Die Schweizer Behörden setzten sich nicht für einen Austausch ein bei Kriminellen und solchen, «die eine Tätigkeit ausgeübt hatten, die auch in der Schweiz unter Strafe gestellt ist oder aber im mindesten den schweizerischen Interessen abträglich scheint (wie beispielsweise Spionage gegen Deutschland zugunsten dritter Staaten, Beteiligung an der Widerstandsbewegung in Frankreich, kommunistische Umtriebe)».
Bis anhin fehlt nicht nur ein Gedenkort, sondern auch eine umfassende Forschungsarbeit über die Schweizer Nazi-Opfer. 2018 forderte die Auslandschweizer-Organisation, dass die offizielle Schweiz die Opfer mit einer Gedenkstätte oder zumindest einer Gedenktafel würdigt und die Schicksale historisch aufarbeitet. Der Westschweizer Theologiestudent Maurice Bavaud hatte 1938 versucht, Hitler zu töten, und wurde dafür 1941 durch das NS-Regime hingerichtet. Die punktuelle Pressezensur in der Schweiz sorgte allerdings dafür, dass in den Medien darüber sehr diskret berichtet wurde. Seit 2011 gibt es in der Nähe seines früheren Wohnortes Neuchâtel, in Hauterive NE, eine Gedenkstele für Bavaud.

### Anrainerstaaten der Schweiz

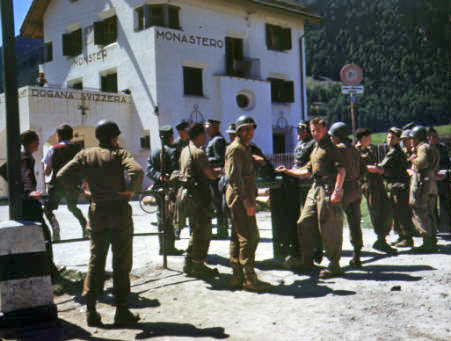
US Army im Münstertal an der Schweizer Grenze, Mai 1945

- Deutschland befand sich ab 1. September 1939, dem Beginn des Überfalls auf Polen, im Krieg. Die Kriegsziele Hitlers gegenüber der Schweiz lassen sich einer Quellenanalyse von Jürg Fink entnehmen.[30] Eine der Quellen mit Hitler-Aussagen beweist indirekt die relative Wichtigkeit der Schweizer Rüstungslieferungen an das Reich: «Ich bin entschlossen, wenn notwendig halb Europa für unsere Rüstung einzusetzen.» Unter anderem oder vor allem deshalb sollte die Schweiz wohl bis nach dem erhofften Sieg im Ostfeldzug verschont bleiben. Der Sprachduktus für die Zeit danach stammte von Goebbels: «… Aus alldem hat der Führer die Konsequenz gezogen, dass das heute noch in Europa vorhandene Kleinstaatengerümpel so schnell wie möglich liquidiert werden muss.»
- Frankreich erklärte Deutschland am 3. September 1939 den Krieg. Nach dem deutschen Angriff im Mai 1940 kapitulierte es nach einem Monat. Der kurze gemeinsame Grenzabschnitt mit Vichy-Frankreich war der einzige Teil der Grenze, der nach 1940 nicht von den Achsenmächten kontrolliert wurde. Sie war für den Schmuggel von Gütern, z. B. nach Grossbritannien, bedeutend.
- Österreich war ab 12. März 1938 an Deutschland «angeschlossen»
- Italien war ab 1922 faschistisch (Mussolini), 1940 Bündnis mit Deutschland
- Liechtenstein blieb wie die Schweiz neutral und unversehrt (grenzt selber nur an Österreich und die Schweiz)

### Die Armee

Die Losung der Stunde

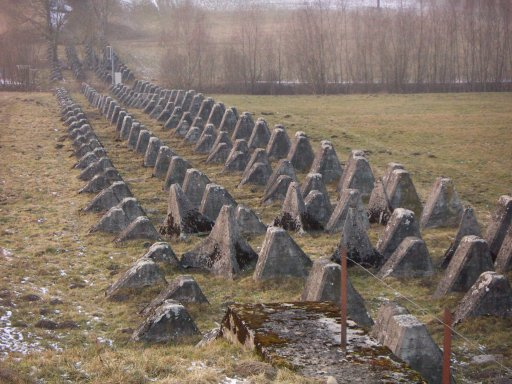
Panzersperre Gurmels, um 1940 mit Höckersperre und Pak-Bunker erweitert

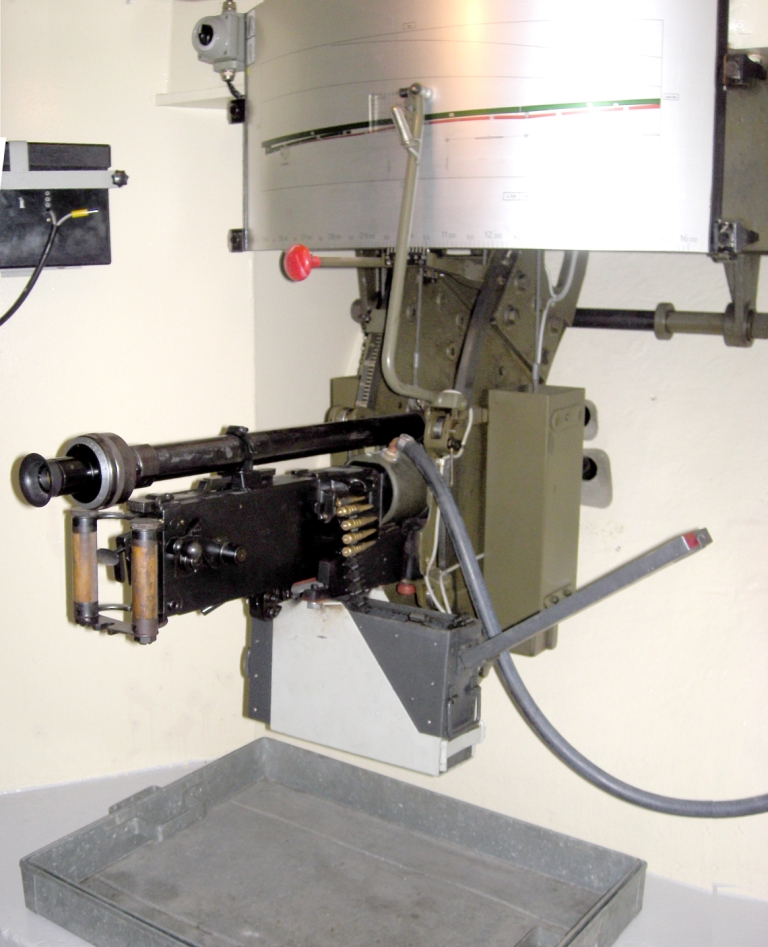
Mg 11 im Bunker «Villa Rose», Tobleroneweg, in Gland

Ab 1937 wurde in der Schweiz ein Netz von Kampfbauten errichtet. Es wurde durch Wehranleihen finanziert. Die Verteidigungslinien waren gestaffelt in das Réduit in den Alpen, Schutz des Mittellandes durch die Limmatlinie und die erste Wehrlinie der Grenzbefestigungen.
Schon im Herbst 1938 fand eine erste Verdunkelungsübung statt, und es gab Merkblätter zum Luftschutz.
General und Oberbefehlshaber der Schweizer Armee wurde am 30. August 1939 durch Parlamentsbeschluss Henri Guisan (1874–1960), zuvor Kommandant eines Armeekorps.
Von 1939 bis 1945 verstarben 4'050 Soldaten im Aktivdienst (2'759 durch Krankheit, 968 durch Unfall und 323 durch Suizid).

#### September 1939
Nach der Mobilmachung am 2. September 1939 rückten etwa 450'000 Soldaten zum Aktivdienst ein. Ausserdem wurden circa 10'000 Frauen zum sogenannten militärischen Frauenhilfsdienst (FHD) eingezogen.
Bei der ersten Mobilmachung verfügte der Armeestab nicht über Operationspläne. Der General musste zunächst die bestehenden Befestigungsanlagen berücksichtigen, die weder über einheitliche Grundausstattung noch ein einheitliches System verfügten. Die Festungen von Sargans, Gotthard und die Festung Scex bei St-Maurice bildeten das Erbe früherer, aber noch immer gültiger Anschauungen der Verteidigung.
Es fehlte teils an Waffen, Munition und Ausrüstung. Besonders heikel war die Lage bei der Flugwaffe. Die 21 Staffeln waren zu einem grossen Teil nur mit veralteten Maschinen ausgerüstet, und fünf Staffeln hatten keine eigenen Flugzeuge. Vor dem Krieg hatte aber die Flugwaffe in letzter Minute in Deutschland noch 40 hochmoderne Jagdflugzeuge des Typs Messerschmitt Bf 109E gekauft. Zudem wurde die Situation für das Land erst im Mai 1940, mit dem Westfeldzug Hitlers gegen Frankreich, bedrohlicher. Zu diesem Zeitpunkt war die Messerschmitt-Jägerflotte dann auf 80 Me-109E aufgestockt. In eigenen Fabriken war ferner die Lizenzproduktion von französischen Morane-Saulnier-Jägern im Gang.
Im Heer fehlten weitgehend eigene Kampfpanzer. Hingegen waren 900 Infanterie-/Panzerabwehr-Kanonen vorhanden. Die relativ rückständige Motorisierung der Armee 1939 erschwerte Verschiebungen. Eine so statische Armee hätte im Mittelland einem hochgerüsteten Gegner wie der Wehrmacht nicht sehr viel entgegenzusetzen gehabt. Das erkannte auch die Armeeführung angesichts der Blitzkriege in Polen und im Westfeldzug (Belgien, Frankreich und Niederlande).
Die Wehrmachtführung erwog, ob die französische Grenzsicherung (Maginot-Linie) eventuell südlich über die Schweiz zu umgehen sei. Zwischen der Schweiz und Frankreich bestanden bereits vor Kriegsausbruch geheime Abmachungen wie das sogenannte Manöver H, nach welchen mindestens eine französische Division bei einem deutschen Einmarsch in die Schweiz die Lücke zwischen dem befestigten Gempenplateau und der Maginot-Linie schliessen sollte. Zeugen dieses Plans sind die in diesem Raum vorbereiteten Geschützstellungen, welche auch für französische Geschütze geeignet waren. Angriffspläne wie der Operationsentwurf gegen die Schweiz entstanden aber erst während und nach dem Einmarsch in Frankreich im Juni 1940. Absicht in diesen Operationsplänen war, das Schweizer Mittelland als Durchgangsachse nach Südfrankreich zu benutzen. Italienische Pläne sahen einen Einmarsch über die Pässe Splügen und Simplon vor. Das deutsche Oberkommando attestierte der Schweizer Armee zwar Kampfwillen, sie sei dem deutschen Heer aber «voll unterlegen».

#### Mobilmachungsaufstellung
| Einheit                           | Kommandant                       | Einsatzraum                        |
| --------------------------------- | -------------------------------- | ---------------------------------- |
| 1. Armeekorps                     | Oberstkorpskommandant Lardelli   | Westen und Südwesten               |
| 1. Division                       | Oberstdivisionär Gustave Combe   | Waadt                              |
| 2. Division                       | Oberstdivisionär Borel           | Bieler und Neuenburger Jura        |
| 3. Division                       | Oberstdivisionär von Graffenried | Bern / Murten                      |
| 8. Division                       | Oberstdivisionär Gübeli          | Wiggertal                          |
| 9. Division                       | Oberstdivisionär Bolliger        | Gotthard                           |
| 1. Leichte Brigade                | Oberst Charrière                 | Morges / Jura                      |
| 2. Leichte Brigade                | Oberst Koller                    | Freiberge                          |
| 10. Gebirgsbrigade                | Oberstbrigadier Schwarz          | unterer Lauf der Rhone und Dranses |
| 11. Gebirgsbrigade                | Oberstbrigadier Bühler           | Simplon (oberes Rhonetal)          |
|                                   |                                  |                                    |
| 2. Armeekorps                     | Oberstkorpskommandant Prisi      | Norden                             |
| 4. Division                       | Oberstdivisionär Scherz          | Solothurner Jura                   |
| 5. Division                       | Oberstdivisionär Bircher         | Aargau / Fricktal                  |
|                                   |                                  |                                    |
| 3. Armeekorps                     | Oberstkorpskommandant Miescher   | Osten und Nordosten                |
| 6. Division                       | Oberstdivisionär Constam         | Zürich / Winterthur                |
| 7. Division                       | Oberstdivisionär Flückiger       | Toggenburg                         |
| 3. Leichte Brigade                | Oberst Wirth                     | Frauenfeld                         |
| 12. Gebirgsbrigade                | Oberstbrigadier Hold             | Graubünden                         |
| Festung Sargans                   | Oberstbrigadier Gubler           | Sargans                            |
|                                   |                                  |                                    |
| Flieger- und Fliegerabwehrtruppen | Oberstdivisionär Bandi           |                                    |

#### Oktober 1939
Fall Nord.

#### Dezember 1939
Änderungen:
- Die 3. Division – bis zu diesem Moment die Armeereserve – wird dem 2. Armeekorps unterstellt. Ihr Einsatz ist neu im Jura zwischen der 5. und 4. Division.
- Der General nimmt bewusst ein Risiko in Kauf, indem er sich auf die Nordfront konzentriert. Wegen des Winters hätte man im Notfall auf die Kräfte der Südfront als neue Armeereserve zugreifen können.

#### Januar 1940
Ab dem 1. Januar wird mit der Aufstellung eines neuen 4. Armeekorps begonnen. Das 3. Armeekorps wird nun seinen Einsatz im Zentrum leisten. Dadurch ist eine Dreiteilung der Armeestellungen möglich.

#### Übriges 1940
Als nach dem Fall von Paris deutsche Panzerverbände das 45. französische Armeekorps in den Jura abdrängten und dessen General Marius Daille den schweizerischen Bundesrat um Asyl ersuchte, was dieser am 20. Juni 1940 gewährte, übertraten rund 43'000 Soldaten bei Goumois den Doubs und wurden von der Schweizer Armee entwaffnet. In der folgenden Zeit war die Armee bis Kriegsende für die Internierung der ausländischen Militärpersonen in Lagern zuständig.
Mitte Juni 1940 lieferte das Deutsche Reich deutlich weniger Kohle als zuvor. Damit übte es Druck auf die Schweiz aus; sie sollte eine gewisse Rolle in der deutschen Kriegswirtschaft übernehmen.
Am 9. August 1940 unterzeichnete die Schweiz ein Wirtschaftsabkommen mit dem Deutschen Reich. Die Schweiz kam Deutschland wirtschaftlich und finanziell entgegen, verweigerte aber erfolgreich politische Konzessionen: Deutschland erhielt Kredite, Devisen und Rüstungsgüter, die Schweiz im Gegenzug Kohle, Zinsen aus Anlagen in Deutschland – und Aufträge, die die Schweizer Volkswirtschaft am Laufen hielten (und die teils lukrativ waren).
Ende Juli 1940 erlitten über 70 Soldaten der Schweizer Armee eine schwere Lebensmittelvergiftung mit bleibenden Schäden. Durch eine Verwechslung wurde Maschinenöl statt Speiseöl für die Zubereitung von Käseschnitten verwendet. Die Opfer wurden als Ölsoldaten bekannt.
Ab Frühjahr 1940 werden Pläne für das Schweizer Réduit (französisch Réduit national) erstellt. Die Hauptunterschiede bestanden in den mehr oder weniger grossen Umrissen.
Zwei Lösungen standen zu engeren Auswahl:
- Die konsequenteste Lösung, welche die äussersten Schlussfolgerungen der Idee zog, stellte der Plan German dar. Ein Réduit von beschränktem Ausmass, das durch Gebirgstruppen verteidigt werden sollte.
- Der Plan Gonard umfasste ein ausgedehnteres System, unter Einschluss der drei befestigten Zonen Sargans, Gotthard und St-Maurice (Gonard war Chef des persönlichen Stabes des Generals Guisan und der eigentliche operative Kopf der Schweizer Armee).

Der General und der Generalstabschef mussten entscheiden, bis zu welchem äussersten Grad der Konsequenzen in Bezug auf das Réduit sie unter Umständen gehen mussten. Sie mussten sich aber auch Rechenschaft über die Faktoren der augenblicklichen Lage geben. Ab Juli 1940 waren die folgenden Entschlüsse daraus bekannt.
Die weiteren Anordnungen bauten auf Überlegungen strategischer und taktischer Natur auf.
- Schrittweise in eine Verteidigungsstellung im Zentralraum übergehen, ohne Verzug, die eine Taktik der Verteidigung in der Tiefe befolgte.

«GEHEIM

[…]

V. Ich habe folgenden Entschluss gefasst. Die Verteidigung des Landes wird nach einem neuen Grundsatz organisiert werden, demjenigen der Staffelung in der Tiefe.

[…]

Die Widerstandsstaffeln werden sein:
- die Grenztruppen
- eine vorgeschobene oder Sicherungsstellung
- eine Alpen- oder Zentralraumstellung (réduit national), die im Osten, Westen und Süden durch die einbezogenen Befestigungen von Sargans, St. Maurice und des Gotthard flankiert wird.

[…]

Die diesen drei Widerstandsstaffeln zugewiesenen Aufträge sind die folgenden:
- derjenige der Grenztruppen bleibt aufrecht;
- die vorgeschobene oder Sicherungsstellung sperrt die Einfallsachsen in das Innere des Landes;
- die Truppen der Alpen- oder Zentralraumstellung halten, mit grösstmöglichen Vorräten versehen ohne jeden Gedanken an Rückzug.

[…]

IV. Aber es ist vor allen Dingen wichtig, dass die Bevölkerung auf keinen Fall in der Richtung auf das Réduit zurückströmt, wo sie den Erfolg der Operation in Frage stellen und nicht über genügend Vorräte verfügen würden.»

Die deutsche Propaganda verfehlte ihre Wirkung nicht. Die Berichterstattung von den Blitzkriegen und die Propaganda führten dazu, dass vielen Schweizern (inklusive der Soldaten) Widerstand unmöglich erschien. General Guisan erkannte die Wichtigkeit der eigenen Information. Er liess den Wehrwillen der Schweiz über alle möglichen Mittel kundtun und informierte seine Offiziere genau über seine Absichten. Die erst entstehende Idee des Réduitbezuges erschwerte nun die Information, da das Vorhaben und seine Vorbereitungen geheim ausgeführt werden mussten.
Der Operationsbefehl Nr. 12, der einige Tage später auf das Schreiben an den Bundesrat erstellt wurde, ist das erste Dokument, das von der Idee des Réduits diktiert wurde. Der General musste wenigstens die Offiziere bis zum Bataillonskommandanten hinunter darüber informieren. Der Plan enthielt im Wesentlichen folgende Aussage:
Auf jedes Armeekorps entfällt ein Auftrag, der an der Grenze beginnt und sein Schwergewicht im Réduit hat.
- Sicherungsstaffel an der Grenze, im Mittelland mit leichten Truppen Verzögerungsaktionen, im Réduit die Sperrung der grossen Einfallspforten.

Eine wichtige Aufgabe war es, den Chefs diese Lösung einzuprägen. Der General kommandierte dazu die Offiziere am 25. Juli 1940 zum (später legendär gewordenen) «Rütlirapport» auf die Rütli-Wiese. Es war wichtig, dass wenigstens die Offiziere wussten, warum sie auf einmal bezogene und ausgebaute Stellungen verlassen mussten, um neue Dispositive in den Alpen zu beziehen.
Einzig die Generalstabsoffiziere blieben auf ihren Posten und wurden nicht auf das Rütli befohlen. Ein wohlkalkuliertes Risiko nahm der General auf sich und die Armeeführung, als er mit allen Offizieren mit nur einem Schiff von Luzern über den Vierwaldstättersee zum Rütli fuhr. Es sollte den Offizieren signalisieren, dass sie alle «in einem Boot sassen». «Solange ein Soldat noch Munition hat, muss er diese einsetzen, hat er keine Munition mehr, so soll er seine Waffe mit aufgesetztem Bajonett im Nahkampf Mann gegen Mann einsetzen.»
Am 1. August folgte Guisans landesweite Radioansprache, die den Willen der Bevölkerung zur Verteidigung erneuert: «Könnten wir Widerstand leisten?»
Die deutschen Militärs hielten nicht viel vom Réduit-Gedanken. Er bedeute für Guisan «den Verlust der lebenswichtigen Gebiete» – eine potentielle Einladung zum Angreifen also. Der Aargauer Oberst Hans Senn dagegen sprach in der 1948 publizierten Schrift 100 Jahre Bundesverfassung von einem «mutigen Entschluss zum Rückzug» des Generals.
Im Oktober 1940 meldete die Wehrmacht Lieferwünsche für Schweizer Militärausrüstung und Kriegsmaterial an. Am 7. Februar 1941 räumte die Schweiz dem Reich einen neuen Clearing-Kredit in Höhe von 165 Mio. Schweizer Franken ein und erhielt im Gegenzug die Zusage, dass die Kohlelieferungen in unverminderter Höhe – 150'000 Tonnen pro Monat – fortgesetzt würden.

#### 1941 bis 1944
In den Jahren 1941 bis 1944 kam es zu verschiedenen Kommandoordnungen. Eine an das Réduit angepasste Ordre de bataille musste die alten Ordnungen ablösen. Im Winter 1941 hatte die Schweiz fünf Armeekorps und eine Gruppe Westalpen. In dieser Zeit waren die taktischen Überlegungen wichtiger als die strategischen. Ab dem Frühling 1941 bis zum Ende des Krieges waren es dann nur noch vier Armeekorps. Die Abschnittsgrenzen der Heereseinheiten wechselten in den Jahren, aber die Aufträge blieben zum grössten Teil die gleichen.
Schiessübungen einer Rekrutenschule für schwere Infanteriewaffen führten am 20. August 1943 an den bewaldeten Hängen des Calanda bei Chur zum mutmasslich grössten Waldbrand in der Schweizer Geschichte. Rund 477 Hektaren Wald fielen dem Feuer zum Opfer.

#### 1945
Im März 1945 fanden u. a. in Ascona geheime Kapitulationsverhandlungen zwischen deutschen Offizieren und Amerikanern statt. Die Verhandlungen gingen als Operation Sunrise in die Geschichte ein. Von den Briten erhielten die Verhandlungen den Namen Operation Crossword.

#### Aufträge während der Réduit-Besetzung
| Einheit            | Kommandant      | Auftrag                                                                            | Einsatzraum                          |
| ------------------ | --------------- | ---------------------------------------------------------------------------------- | ------------------------------------ |
| 4. Armeekorps      | Jakob Labhart   | sperrt den Zugang zum Gotthard                                                     |                                      |
| Festung Sargans    |                 |                                                                                    |                                      |
| 7. und 6. Division |                 |                                                                                    |                                      |
| 5. Division        |                 |                                                                                    | Sargans bis rechtes unteres Aareufer |
| 3. Leichte Brigade |                 | Verzögerungskraft                                                                  |                                      |
| 2. Armeekorps      | Friedrich Prisi | sperrt Zugang vom Brünig, linkes Ufer des Vierwaldstättersees                      |                                      |
| 4. und 8. Division |                 |                                                                                    |                                      |
| 2. Leichte Brigade |                 | Verzögerungskraft                                                                  |                                      |
| 1. Armeekorps      | Jules Borel     | sperrt das obere Aaretal, schützt den Zugang zum Réduit in den westlichen Voralpen |                                      |
| 3. Armeekorps      | Renzo Lardelli  | sperrt den Zutritt zum Gotthard von Südwesten, Süden und Osten                     |                                      |
| 9. Division        |                 |                                                                                    | Gotthard                             |
| 12. Brigade        |                 |                                                                                    | Graubünden                           |
| 9. Grenzbrigade    |                 |                                                                                    | Becken von Bellinzona                |

Das 1. Armeekorps war am stärksten dotiert. Es verfügte über die 1., 2. und 3. Division, die 10. Gebirgsbrigade, die 1. Leichte Brigade und über die Festung St-Maurice.
Ab dieser Zeit bildete die Flugwaffe die einzige Reserve des Generals. Auch die Armeekorps konnten nicht mehr als ein Regiment als taktische Reserve ausscheiden.

## Kriegshandlungen auf Schweizer Boden

### Luftraumverletzungen und Bombardierungen

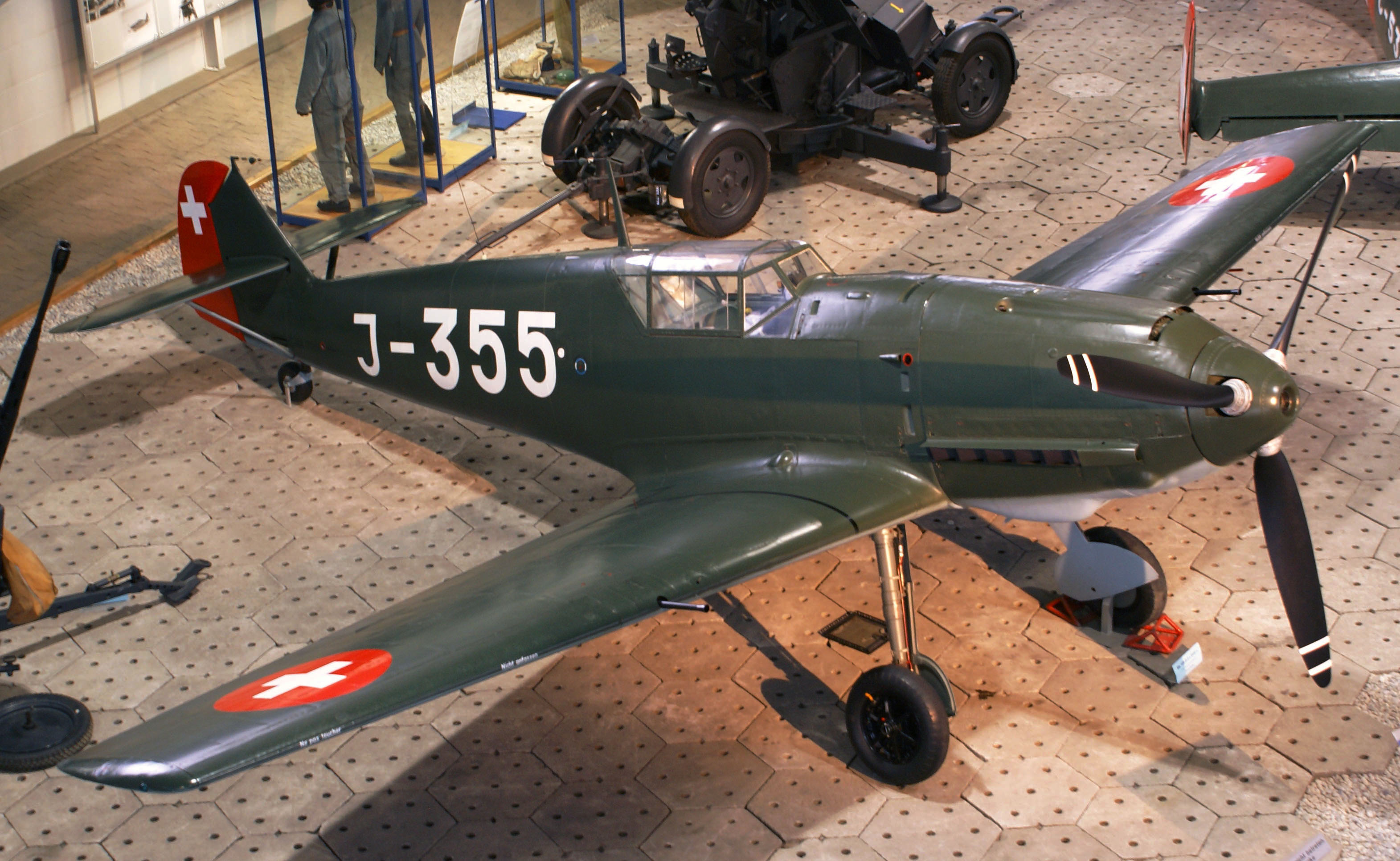
Me-109 im Flieger-Flab-Museum in Dübendorf

Die Flugwaffe war im Zweiten Weltkrieg im Rahmen des Neutralitätsschutzes in Luftkämpfe verwickelt. So kam es 1940 während des Frankreichfeldzugs häufig zu Überflügen deutscher Kampfflugzeuge. Bei den Luftkämpfen wurden insgesamt elf deutsche Flugzeuge bei drei eigenen Verlusten abgeschossen. Dies veranlasste Hermann Göring, Saboteure illegal in die Schweiz zu schicken, um in der Nacht vom 13./14. Juli 1940 auf verschiedenen Flugplätzen Schweizer Militärflugzeuge mit Sprengsätzen zu zerstören. Das Vorhaben wurde allerdings im Vorfeld aufgedeckt und die Saboteure zu Gefängnisstrafen verurteilt. Der Schweizer Regierung wurden Sanktionen und massive Vergeltung angedroht. Daraufhin liess General Guisan bis zum Oktober 1943 Luftkämpfe grundsätzlich verbieten.
Es wurden auch Bomber der US Army Air Forces (USAAF) abgefangen, deren Besatzungen die Orientierung verloren hatten oder sich mit der beschädigten Maschine in die Schweiz retten wollten, da sie ein Schweizer Internierungslager der Kriegsgefangenschaft in Deutschland oder Italien vorzogen. Alarmpatrouillen der Schweizer Fliegertruppe zwangen weitere Bomber zur Landung auf Flugplätzen.
Während des Krieges wurden 6501 Grenzverletzungen gezählt, wobei 198 ausländische Flugzeuge in der Schweiz landeten. Weiter gab es auf dem Gebiet der Schweiz 56 Abstürze von ausländischen Flugzeugen. Die Flugwaffe verlor in direkten Luftkämpfen vier Piloten und Besatzungsmitglieder:
- Am 4. Juni 1940 ging die Messerschmitt Bf 109 von Lt. Rickenbacher unter ungeklärten Umständen verloren. Aufgrund der Untersuchungen ging man bei diesem Absturz von einem Abschuss durch ein deutsches Flugzeug aus.
- Vier Tage später wurde eine C-35 über Pruntrut von mehreren Messerschmitt Bf 110 abgeschossen, wobei die Besatzung (Lt. Rodolfo Meuli und Oblt. Emilio Gürtler) ebenfalls ums Leben kam.
- Einen weiteren Toten forderte am 5. September 1944 ein Aufeinandertreffen mit zwei Mustangs der USAAF, die einen angeschlagenen Bomber des Typs B-17  43-37866 («Blues in the Night», Pilot: Capt. Alvin W. Jaspers) in die Schweiz begleiteten: Die US-Piloten waren 2/Lt. Nathan Ostrow und 1/Lt. Earl E. Erickson von der 503th FS der 339th FG. Bei dem Luftkampf, bei dem die US-amerikanischen Jagdflugzeuge das Feuer ohne Vorwarnung eröffneten, starb Oblt. Paul Treu, die Bf 109 stürzte im Hürstwald bei Zürich-Affoltern ab. Sein Rottenflieger Lt. Robert Heiniger konnte sein Flugzeug trotz mehreren Treffern und starker Verwundung auf dem Militärflugplatz Dübendorf mit Bauchlandung sicher landen.[50]

Sporadisch kam es zu Bombardierungen von Schweizer Städten und Bahnlinien. Amerikanische Luftangriffe gab es besonders in Grenznähe wie in Le Noirmont (im Oktober 1944) und Thayngen, doch auch Städte wie Basel (speziell Güterbahnhof Wolf) oder Zürich wurden getroffen. Besonders stark getroffen wurden
- Schaffhausen (Altstadt, Bahnhof, Museum zu Allerheiligen und Industrie bei Neuhausen) am 1. April 1944 (40 Tote).(→ Bombardierung von Schaffhausen)[51][52][53]
- Stein am Rhein am 22. Februar 1945 (neun Tote). 50 Gebäude wurden zerstört, unter ihnen mehrere kleine Fabriken, die Kugellager, Flugzeugabwehrgeschosse und Teile der Messerschmitt Bf 109 für Deutschland herstellten.[54][55][56][57]

Die USA teilten der Öffentlichkeit mit, dass die Besatzungen der 38 schweren Bomber, die Schaffhausen bombardierten, annahmen, sie befänden sich über der Stadt Tuttlingen.

### Gefecht im Onsernonetal
Beim Gefecht bei den Bagni di Craveggia im Onsernonetal beschossen faschistische Truppen bei der Verfolgung von italienischen Partisanen Territorium der Schweiz. Nach der Flucht und Internierung der Partisanen in die Schweiz drohte der faschistische Kommandant mit einem Angriff auf Spruga.

### Ausländische Spione in der Schweiz
Während des Zweiten Weltkrieges war die Schweiz eine wichtige Spionage-Drehscheibe in Europa, besonders aktiv waren die kriegsführenden Nationen. Die Staaten nutzten dazu ihre Botschaften in Bern als Funkstationen. Da die Sowjetunion zu dieser Zeit noch keine Botschaft in der Schweiz unterhielt, schleuste sie Spione in die Schweiz ein.

## Kriegswirtschaft

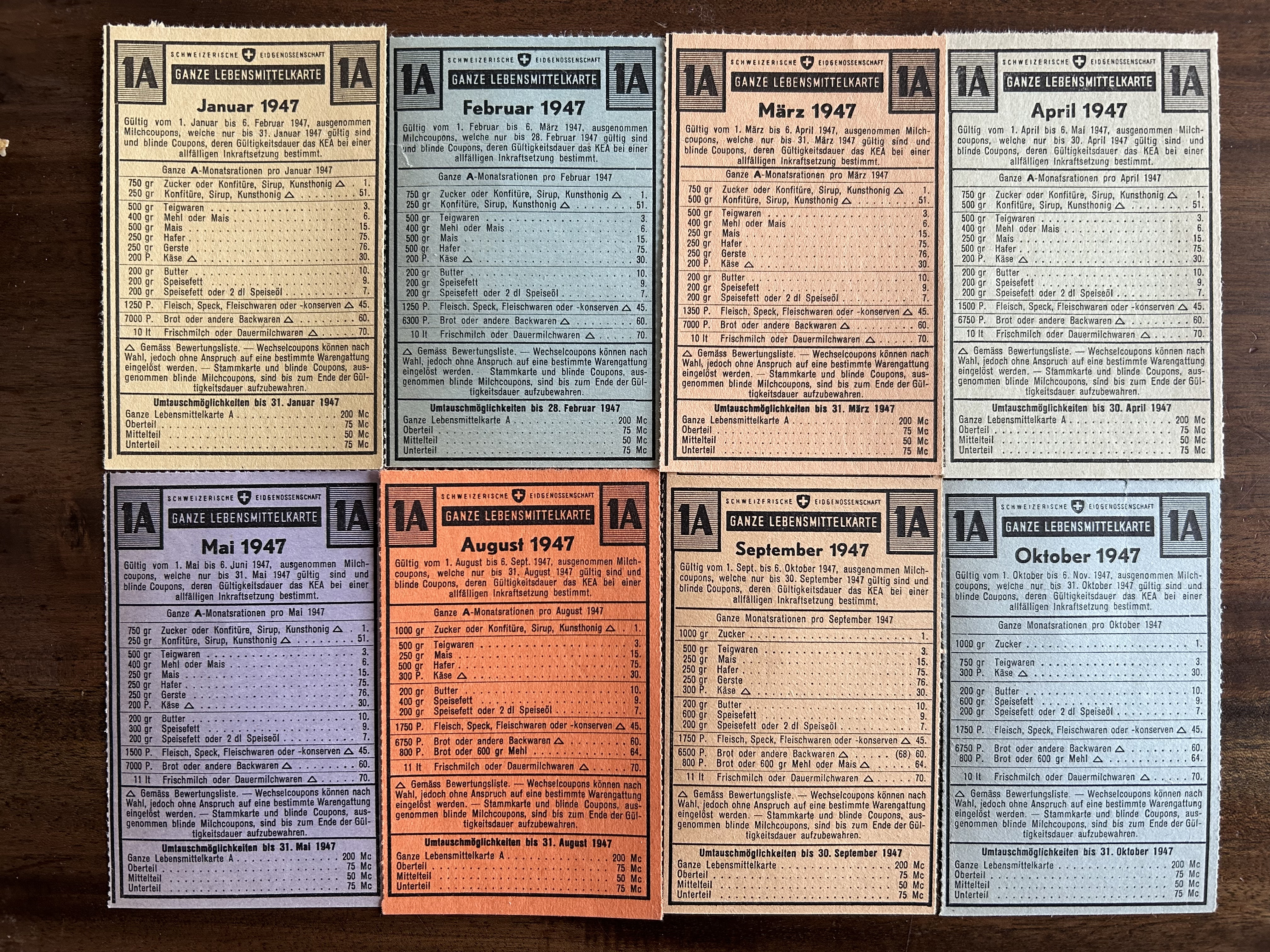
Rationierungsmarken von 1947

Das Hauptproblem blieb während des ganzen Kriegs die Versorgung mit lebensnotwendigen Gütern. Die Schweiz verfügt praktisch über keine eigenen Rohstoffe und muss alles importieren. Als Binnenland hat die Schweiz keinen eigenen Zugang zum Meer und musste Kohle, Kautschuk, Erz etc. durch die von den Achsenmächten besetzten Gebiete transportieren. Diese Versorgungswege waren äusserst unsicher und wären im Falle eines Kriegsausbruches unterbrochen gewesen. Der Kohleimport war in den Kriegsjahren rückläufig. Eine teilweise Kompensation lieferte die Erhöhung der Holznutzung. Auf den Weltmeeren kreuzte eine stattliche Flotte von Handelsschiffen schweizerischer Reedereien, um Rohstoffe nach Europa zu bringen. Diese wurden z. B. vom Hafen Genua per Bahn in die Schweiz transportiert.

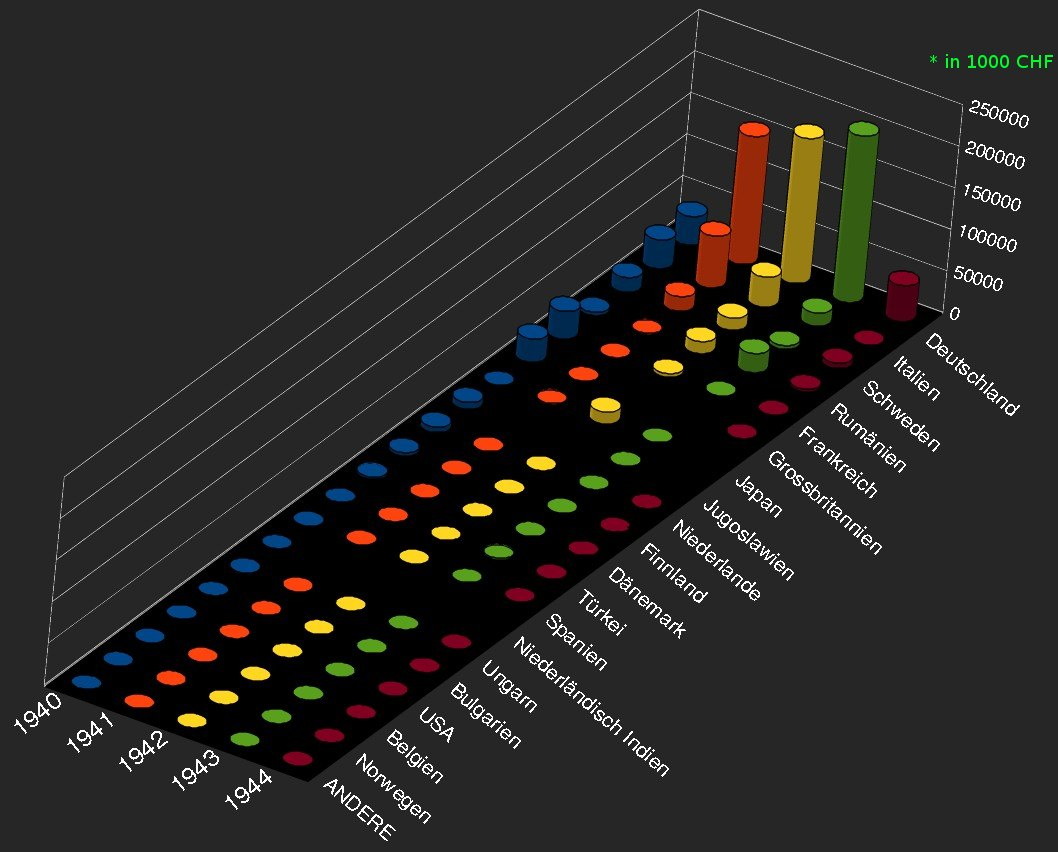
3D-Tabelle der Schweizer Waffen-, Munitions- und Zünderexporte von 1940–1944 nach Ländern

Die wenigen verfügbaren ausländischen Rohstoffe wurden von Beginn des Krieges an streng rationiert und flossen vor allem in die Rüstungsindustrie. Diese expandierte im Verlauf des Krieges stark und konnte nicht nur die Schweizer Armee mit immer besserem Material ausrüsten. Besonders moderne Panzer- und Fliegerabwehrkanonen (Oerlikon) sowie Maschinengewehre wurden produziert.
Die sogenannte Anbauschlacht, auch Plan Wahlen genannt, sorgte dafür, dass es nie an Grundlebensmitteln fehlte. Dazu wurden alle verfügbaren Grünflächen, Sportplätze etc. zu Getreide- und Kartoffelfeldern umgenutzt.
Infolge des Benzin- und Gummimangels kam der damals ohnehin noch bescheidene Automobilverkehr praktisch vollständig zum Erliegen.
Robert Grimm war in dieser Zeit für die Treibstoff-Versorgung zuständig. Der Bund unterstützte den Bau der Holzverzuckerungsanlage der Firma Hovag (Holzverzuckerungs AG), um einen Ersatztreibstoff für Motorfahrzeuge herzustellen.
Weil die Schweiz keine eigenen Kohlevorräte hat, aber auch einem allgemeinen Modernisierungstrend folgend, war mit der Elektrifizierung des Bahnnetzes bereits 1918 begonnen worden. 1945 war praktisch das gesamte Netz elektrifiziert, und an den Flüssen sowie in den Bergen waren zahlreiche Wasserkraftwerke zur Stromgewinnung gebaut worden.
Auf der Suche nach Rohstoffen wurde in der Gegend von Buchholterberg bei Thun im Auftrag des «Eidgenössischen Kriegs-, Industrie- und Arbeitsamtes, Abteilung Bureau für Bergbau» 1942 nach Kohle und 1949 nach Uran gesucht. Bei Probegrabungen wurde eine kohleführende Schicht (Pechglanzkohle) in einer der hohen Nagelfluhwände am Ufer der Rotache gefunden, auch wurde eine erhöhte Radioaktivität festgestellt. Die Mengen an Kohle und Uran waren jedoch viel zu gering, um lohnend abgebaut werden zu können.
Eine erstaunliche Entwicklung verzeichneten die Bundesfinanzen. Der Historiker Erich Gruner beschrieb für die Einnahmen von 1938 auf 1944 einen Sprung von 570 Mio. Fr. auf fast 1,6 Mrd. Fr. Das ist wohl mit der Kriegs- und Rüstungskonjunktur erklärbar. Schwieriger erklärbar ist der Ausgabensprung von 605 Millionen auf fast 2,6 Milliarden Franken (noch 1960 betrugen die Bundesausgaben genau gleich viel) und der Bundesschuld-Sprung von 2,0 Milliarden auf 6,7 Milliarden Franken (1970 belief sich dieser Betrag auf «nur» 5,4 Milliarden Franken). Sicherlich spielte auch hier der Rüstungsbedarf der Armee eine Rolle und wohl auch der Erwerbsersatz für die Armeeangehörigen.

## Humanitäre Hilfe, Asyl- und Flüchtlingspolitik

### Humanitäre Hilfe
Die 1914 in Genf gegründete und bis 1923 bestehende Internationale Zentralstelle für Kriegsgefangene nahm 1939 ihre Arbeit wieder auf. Sie konzentrierte sich wie im Ersten Weltkrieg auf den Informationsaustausch über Gefangene und vermisste Personen, die Überwachung der Kriegsgefangenenlager und die Hilfe für die Zivilbevölkerung. Während des Kriegsverlaufes erfolgten 12'750 Besuche von Kriegsgefangenenlagern in 41 Ländern durch 179 Delegierte. In der Zentralstelle für Kriegsgefangene waren 2585 Personen, davon 1676 Freiwillige, beschäftigt. Ihre Kartei umfasste im Juni 1947 36 Millionen Karten, und es wurden 120 Millionen Nachrichten vermittelt.

### Aufgenommene Flüchtlinge
Während des Zweiten Weltkrieges beherbergte die Schweiz – bei einer Gesamtbevölkerung von unter vier Millionen – während kürzerer oder längerer Zeit insgesamt rund 300'000 Schutzsuchende. Darunter fallen unterschiedliche Kategorien wie internierte Militärpersonen (104'000), temporär aufgenommene Grenzflüchtlinge (67'000), Kinder auf Erholungsurlaub (60'000), Zivilflüchtlinge (51'000, von denen 21'300 jüdischer Abstammung waren), Emigranten (10'000) und politische Flüchtlinge (250). Der sogenannte «Ludwig-Bericht» von 1957 geht von 10'000 Abgewiesenen aus, die Bergier-Kommission schätzt die Zahl der abgewiesenen Flüchtlinge auf 20'000. Der weltweit bekannte Schweizer Theologe Karl Barth ging davon aus, dass die Schweiz «an die 100'000 Flüchtlinge zurückgewiesen» habe. Die «Behandlung der Aufgenommenen» sei «unwürdig» gewesen.
Nach dem 11. März 1938, dem Termin der Eingliederung Österreichs in das Deutsche Reich, kamen noch mindestens 3'000 Flüchtlinge legal im Direktzug von Wien über Buchs SG nach Zürich. Nach der Grenzsperre zwischen August 1938 und Februar 1939 versuchten weitere, illegal einzureisen. Fluchthelfer erhielten Geld- oder seltener Haftstrafen.
Mehrere Detailstudien über die Rückweisung von Flüchtlingen im Grenzabschnitt des Kantons Genf, über den rund 40 % aller Flüchtlinge während des Krieges in die Schweiz gelangten, weisen darauf hin, dass dort rund 14 % aller Flüchtlinge zurückgewiesen wurden. Für jüdische Flüchtlinge betrug dieser Wert rund 8 %. Die aus den Genfer Daten errechnete Gesamtzahl der durch die Schweiz zurückgewiesenen Flüchtlinge beträgt rund 3500.
Für 117 zurückgewiesene jüdische Flüchtlinge kann eine darauffolgende Deportierung oder Erschiessung durch die Nationalsozialisten direkt nachgewiesen werden. Die effektive Zahl wird nie ermittelt werden können, da viele Abweisungen und Rückschiebungen direkt an der Grenze informell stattfanden und nicht protokolliert wurden.

### Grenzschliessung am 13. August 1942

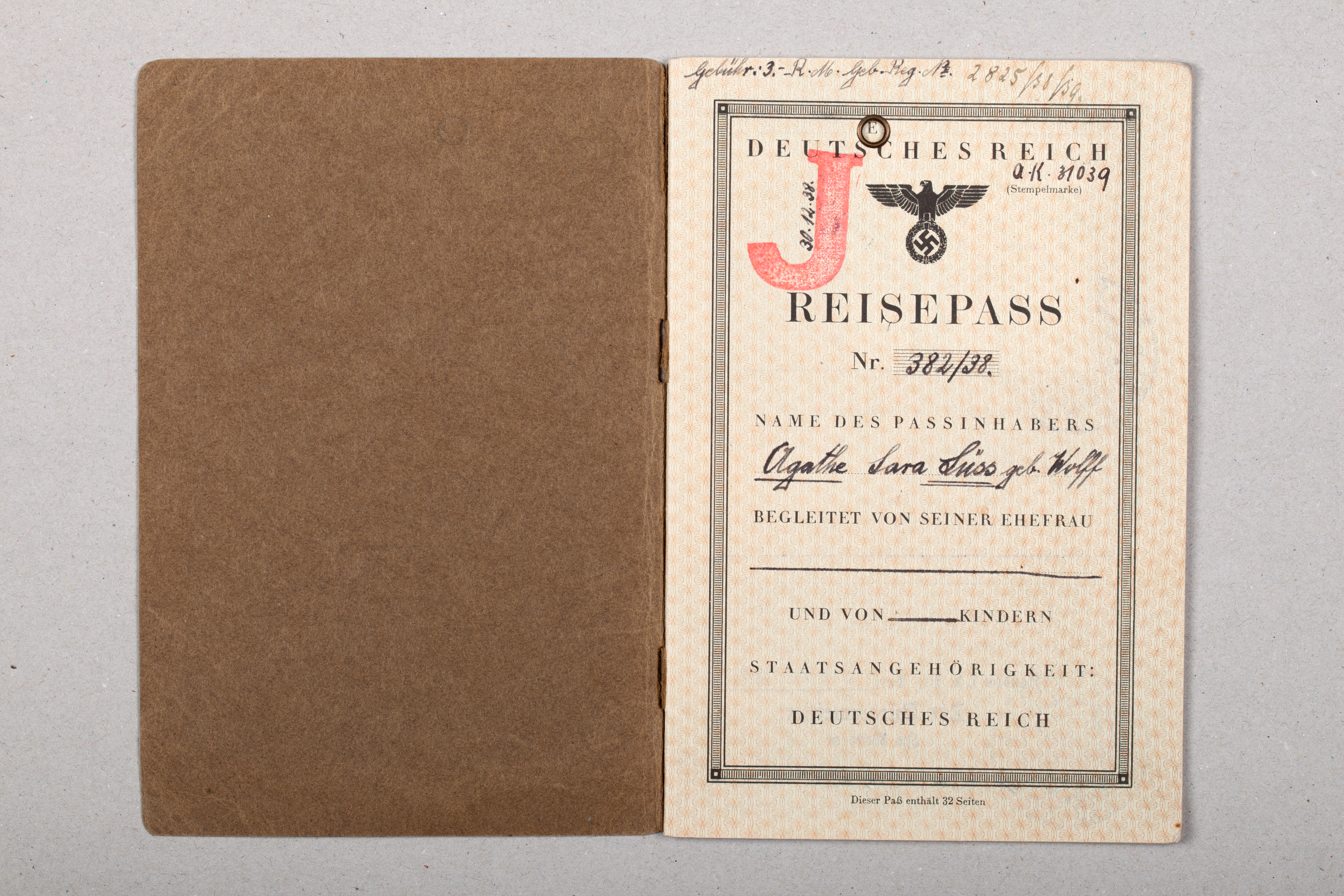
Pass mit Judenstempel in der Sammlung des Jüdischen Museums der Schweiz.

Für die schweizerische Flüchtlingspolitik waren zwei Jahre von zentraler Bedeutung: 1938 weigerten sich auf der Konferenz von Évian alle Zweitaufnahme-Staaten, künftig einen Teil der von der Schweiz aufgenommenen Flüchtlinge zu übernehmen. 1938 war die Schweiz an der Kennzeichnung der Pässe deutscher Juden durch den «J»-Stempel beteiligt. Gleichzeitig verteidigte der Völkerbunds-Hochkommissar das Land aber auch mit den Worten, die Schweiz tue ihr Möglichstes für die Flüchtlinge aus Deutschland, andere Völkerbunds-Mitglieder sollten sie entlasten helfen. Der Schweizer Bundesrat wurde bereits im Jahr 1941 durch eindringliche Rapporte und Fotozeugnisse von Gesandten auf das schreckliche Vorgehen gegen die Juden aufmerksam gemacht, u. a. durch Franz-Rudolf von Weiss (Konsul in Köln). Ende Juli 1942 wurde Bundesrat von Steiger ein ausführlicher Bericht vorgelegt, in dem Robert Jetzler (Chef der Polizeiabteilung des Justizdepartements) schrieb: «Die Zustände sind so schrecklich, dass man eine Rückweisung kaum mehr verantworten kann.» Im August 1942 schloss der Bundesrat die Grenze für Flüchtlinge «nur aus Rasse-Gründen», nachdem die Organisation der «Endlösung der Judenfrage» im Januar 1942 auf der Wannsee-Konferenz beschlossen worden war. Zu dieser Zeit kamen die Flüchtlinge fast nur noch über die genferisch-jurassische Grenze, wo dem Bundesbeschluss (vom Bundesrat verabschiedet und nach Vollzugsbeginn von einer Parlamentsmehrheit bestätigt) kaum Folge geleistet wurde. Eine Studie des Genfer Staatsarchivs aus dem Jahre 2000 ermittelte, dass in Genf 86 % der «illegalen» Flüchtlinge und 92 % der Flüchtlinge jüdischen Glaubens trotzdem aufgenommen wurden. Die Schweiz war 1942 ausser an der Südwestgrenze von den Achsenmächten umschlossen, und die Versorgungslage war angespannt. Der Bundesrat, das Eidgenössische Justiz- und Polizeidepartement und die Spitzen der Armee wussten im Sommer 1942, dass den zurückgewiesenen Flüchtlingen die Deportation nach Osteuropa und damit der Tod drohte. Der Schweizerische Israelitische Gemeindebund, die Hilfswerke, Teile der Bevölkerung und der sozialdemokratische Nationalrat David Farbstein protestierten vehement gegen die Grenzschliessung.

### Fluchthilfe
Carl Lutz rettete als Schweizer Vizekonsul in Budapest über 60'000 Menschen – rund die Hälfte aller überlebenden ungarischen Juden – vor den nationalsozialistischen Vernichtungsaktionen durch illegale Ausstellung von Papieren, die ihnen die Ausreise nach Palästina ermöglichten. Die Lados-Gruppe, ein Netzwerk von Diplomaten und Helfern, wirkte von der polnischen Botschaft in Bern aus und versorgte Juden mit lateinamerikanischen Papieren, um ihnen die Flucht vor dem Holocaust zu ermöglichen. Dieses Netzwerk wurde 1943 von den Schweizer Behörden entdeckt und unterbunden.
Einige Schweizer, welche gegen die damaligen Gesetze Fluchthilfe leisteten, wurden bestraft und erst viel später rehabilitiert: Nachdem 1995 das Urteil gegen den 23 Jahre vorher verstorbenen Paul Grüninger, der als Polizeihauptmann in St. Gallen 1940 wegen «Amtspflichtverletzung» verurteilt wurde, aufgehoben worden war, erliess das Schweizer Parlament ein eigenes Rehabilitationsgesetz für Fluchthelfer aus der NS-Zeit. Grüninger arbeitete bei der Fluchthilfe teilweise mit dem Diplomaten Ernest Prodolliet und gelegentlich mit Recha Sternbuch zusammen. Seither sind mehr als fünfzig verurteilte Passeure aus der Zeit zwischen 1933 und 1945 rehabilitiert worden. Allerdings erlebten laut den Recherchen der Wochenzeitung WoZ nur zwei von ihnen ihre Rehabilitierung.

### Freikauf von KZ-Häftlingen
In den letzten Monaten des Krieges gelangten aber durch Bemühungen diverser Kreise – zum Teil im Austausch gegen deutsche Kriegsgefangene oder auch gegen Bezahlung – insgesamt gut 4300 KZ-Häftlinge aus Theresienstadt, Bergen-Belsen, Ravensbrück und Mauthausen in die Schweiz.
Besonders zu erwähnen ist die als Kasztner-Transport bekannt gewordene Evakuation am 7. Dezember 1944 von rund 1700 ungarischen Juden von Budapest via das KZ Bergen-Belsen in die Schweiz.

### Abgewiesene Flüchtlinge
Nicht rehabilitiert wurden ehemalige Flüchtlinge, die sich lange nach dem Krieg bei der Schweizer Regierung meldeten: Am 21. Januar 2000 wies das Schweizerische Bundesgericht eine Klage von Joseph Spring aus Melbourne (Australien) ab, der vom Schweizerischen Bundesrat eine Schuldanerkennung und eine symbolische Wiedergutmachung verlangt hatte. Joseph Spring war im November 1943 von Schweizer Grenzwächtern als Gefangener ins Deutsche Reich ausgeschafft worden. Der Deutsche Spring war damals 16 Jahre alt und hatte, als Jude verfolgt, die Schweizer Grenze illegal überquert. Joseph Spring (der damals noch Sprung hiess) überlebte Auschwitz, seine zwei Cousins, die mit ihm an die Deutschen ausgeliefert wurden, wurden bei ihrer Ankunft in Auschwitz vergast.

### Internierung fremder Militärpersonen
Ab Juni 1940 waren in der Schweiz bis Kriegsende mehr als 100'000 fremde Militärpersonen aus Ländern aller Kriegsparteien interniert. Sie wurden in Internierungslagern untergebracht. Das grösste dieser Lager war das Internierungslager Büren an der Aare. Die Internierten leisteten während der Zeit ihrer Internierung Arbeitseinsätze in der Landwirtschaft, im Baugewerbe oder im Strassenbau. Die Bevölkerung nahm die Internierten in der Regel wohlwollend auf. Insbesondere die internierten Polen wurden freundlich empfangen, und noch heute wird an sie erinnert, u. a. mit den durch sie gebauten sogenannten Polenwegen. Es ist aber zu betonen, dass die Schweizer Behörden den Kontakt zwischen Internierten und Zivilbevölkerung möglichst zu minimieren versuchten.
Teilweise wurden auch Zivilpersonen interniert.
Nach dem Zweiten Weltkrieg bis 1947 flüchteten viele deutsche Kriegsgefangene aus französischen und amerikanischen Internierungslagern. Der Weg der deutschen Soldaten nach Hause führte sie in und durch die Schweiz. Die Schweizer Behörden reagierten unterschiedlich, die einen wurden abgeschoben, die anderen wurden in Lagern interniert.

## Die Schweiz als Devisenumschlagplatz
Das Deutsche Reich bzw. die Deutsche Reichsbank konnte etwa 75 Prozent ihrer ins Ausland gehenden Goldtransaktionen (Deviseneintausch) über das Schweizer Bankensystem abwickeln, das der wichtigste Umschlagplatz für Gold aus dem Machtbereich des Dritten Reichs wurde. Diese gingen meistens an Portugal für wichtige Kriegsressourcen. Der Ankauf von Gold war für die Schweiz ihrerseits wichtig, um die wirtschaftliche Landesversorgung zu sichern und um die Inflation gering zu halten. Dazu verkauften die Alliierten der Schweizerischen Nationalbank noch eine deutlich grössere Menge Gold als die Achsenmächte, dabei entfiel der grösste Teil jedoch auf die Umwandlung von Schweizer Dollarguthaben in Gold. Ein grosser Teil des deutschen Goldes war jedoch illegales Raubgold aus den deutschen Kriegszügen, insbesondere aus der Belgischen Nationalbank und der niederländischen Zentralbank, oder war gemäss Bergier-Kommission den Holocaust-Opfern abgenommen worden. Ersteres war der Leitung der Schweizerischen Nationalbank spätestens seit 1942 bekannt, letzteres hielt sie seit Dezember 1943 für möglich. Das Gold der Belgischen Nationalbank in französischer Obhut wurde 1940 erbeutet und bis 1942 vollständig nach Deutschland verfrachtet, wo es zu Barren umgeschmolzen wurde und mit Daten der 1930er Jahre geprägt wurde. Damit sollte den Schweizer Abnehmern vermittelt werden, dass es sich um Vorkriegsbestände handle. Bereits in der zweiten Jahreshälfte 1940 erhielt die SNB die ersten Hinweise, dass in den besetzten Ländern nicht nur bei Zentralbanken, sondern auch von Privatpersonen Gold eingezogen wurde, und im August 1942 liess ein in der NZZ erschienener Artikel keine Fragen über die Herkunft des Reichsbankgoldes mehr offen. Die Warnungen der Alliierten ab Anfang 1943 bezüglich der Raub- und Plünderungswirtschaft der Nazis führten keineswegs zur Einstellung der Geschäftsbeziehung, vielmehr wurde bis April 1945 Gold angekauft. Der Präsident des SNB-Direktoriums Ernst Weber schrieb selbst noch im September 1943: «Man kann nicht ermitteln, welchen Ursprungs das uns eingelieferte Gold ist. Wir haben nicht die leiseste Ahnung.» Aber auch intern gab es warnende Stimmen: So wurde von SNB-Bankausschuss-Mitgliedern dem Direktorium empfohlen, bei Gold-Transaktionen mit Deutschland zurückhaltend zu sein. Nach dem Krieg sagte der ehemalige Vize-Präsident der Reichsbank Emil Puhl aus, er habe der SNB mitgeteilt, dass es sich bei dem Gold teils um Raubgold handle.
Wie bei allen neutralen Ländern wurden nach dem Kriegseintritt der Vereinigten Staaten 1941 die Schweizer Goldbestände in Fort Knox eingefroren, was schätzungsweise drei Vierteln der Schweizer Goldreserven entsprach. Diese Goldbestände blieben nach Kriegsende konfisziert, bis die Schweiz 1946 nach Unterzeichnung des Washingtoner Abkommens 250 Mio. CHF zahlte als Kompensation für die Verwicklung der SNB in den Raub des Goldes der Belgischen Nationalbank.

## Schweizer Freiwillige

### Schweizer Freiwillige in der Waffen-SS
Über 2000 Schweizer Nationalsozialisten kämpften im Verlauf des Krieges in der deutschen Waffen-SS. Nach ihrer Rückkehr wurden sie in der Schweiz wegen fremden Militärdiensts vor Gericht gestellt und verurteilt.
Zwischen Oktober 1944 und Februar 1945 war der Schweizer Johannes Pauli (1900–1969) stellvertretender Lagerführer im KZ Bisingen. Bei Kriegsende flüchtete Pauli in die Schweiz, wo er in Basel verhaftet und zu 12 Jahren Gefängnis verurteilt wurde. Die Tatsache, dass Schweizer Bürger Kriegsverbrechen im Dienste der Nazis verübten, wurde von der deutschen Historiografie bislang nahezu gänzlich und von der schweizerischen Historiografie nur unzureichend aufgearbeitet. Johannes Pauli wurde als nur einer von vier Kriegsverbrechern in der Schweizer Geschichte für schuldig erklärt und verurteilt.

### Schweizer Freiwillige in der französischen Résistance
Mehrere hundert Schweizer Männer kämpften in der französischen Résistance gegen Hitler-Deutschland. Nach ihrer Heimkehr wurden sie in der Schweiz wegen «fremden Militärdienst» vor Gericht gestellt und verurteilt. Bis heute sind diese Résistance-Kämpfer nicht rehabilitiert.

## Geistige Landesverteidigung
Die sogenannte «Geistige Landesverteidigung» war eine besonders während des Zweiten Weltkriegs bedeutende Bewegung, die vor allem auf kulturvermittelndem Weg versuchte, die Moral der Schweizer Bevölkerung hochzuhalten. Ziel dieser vom Bundesrat und von wichtigen Persönlichkeiten sowie der Presse getragenen Kampagne war es, den Widerstandswillen gegen die totalitären Regimes (besonders desjenigen von Nazi-Deutschland) aufrechtzuerhalten. Die Geistige Landesverteidigung war damit eine Art Gegenpol zur Propagandamaschinerie der Nationalsozialisten.
Ab 1939 gab es in der Schweiz eine Pressezensur, weil der Bundesrat dem deutschen Vorwurf, die Schweizer Zeitungen würden mit ihrer «Hetze die Neutralität verletzen», nachgab, da er befürchtete dies könnte als Vorwand für einen deutschen Einmarsch verwendet werden.

## Aufarbeitung nach dem Zweiten Weltkrieg

### Aussenpolitisch
Die Schweiz war nach dem Sieg der Alliierten aussenpolitisch isoliert. Die Siegermächte betrachteten die Schweizer als «Kriegsgewinnler», die mit den Nazis kooperiert hatten. Mit dem Abkommen von Washington willigte die Schweiz 1946 ein, den USA 250 Mio. Fr. zu zahlen, dafür wurden Schweizer Konten entsperrt und die «Schwarze Liste», auf der Schweizer Unternehmen standen, die mit den Nazis kooperiert hatten, gelöscht.

### Bundesrat
Bundesrat Marcel Pilet-Golaz (FDP), der sich zu wiederholten Malen sehr anpasserisch gegenüber Nazi-Deutschland verhielt, musste auf politischen Druck hin zurücktreten. Es gab aber zwei weitere Bundesräte, deren Deutsch- resp. Faschismusfreundlichkeit offen bekannt war: Eduard von Steiger (BGB, die heutige SVP), Hauptverantwortlicher für die Grenzschliessung gegenüber den Juden, sowie Philipp Etter (KVP), der sich nach der Machtergreifung Hitlers und kurz vor seiner Wahl in den Bundesrat scharf z. B. gegen die direkte Demokratie geäussert hatte.

### Wirtschaft
Die Wirtschaft profitierte nach dem Krieg stark davon, dass die Schweiz als eines der wenigen westeuropäischen Länder im Krieg nur geringe materielle Zerstörungen erleiden musste. Die Bankenbranche erhielt den Ruf, stabil, seriös, diskret und sicher zu sein. Dies führte, insbesondere wegen des Bankgeheimnisses, auch dazu, dass viele Gelder in der Schweiz angelegt wurden.

### Humanitäre Hilfe für Nachkriegseuropa
Die Schweizer Bevölkerung half durch die Schweizer Spende und die Kinderhilfe des Schweizerischen Roten Kreuzes der notleidenden Bevölkerung im Nachkriegseuropa. Notleidende österreichische und deutsche Kinder wurden nach dem Zweiten Weltkrieg von Schweizer Gasteltern als Schweizer Kinder eingeladen.

### Historische Aufarbeitung
Nachdem der Historiker Edgar Bonjour noch 1948 in der Publikation 100 Jahre Bundesverfassung undifferenziert festgestellt hatte, die Schweiz habe Flüchtlingen «im Rahmen allgemeiner völkerrechtlicher Normen» Asyl gewährt, erhielt er 1962 vom Bundesrat den Auftrag zur historischen Betrachtung der Neutralitätspolitik, welcher zum neunbändigen Bonjour-Bericht führte.
In den 1990er Jahren wurde die Flüchtlings- und Wirtschaftspolitik mit dem Verfassen des Bergier-Berichts aufgearbeitet. Der Bericht wurde nach dem Lausanner Wirtschaftshistoriker Jean-François Bergier benannt, der die «Unabhängige Expertenkommission Schweiz – Zweiter Weltkrieg» (UEK) leitete. Die Kommission wird daher auch als «Bergier-Kommission» bezeichnet. Sie wurde von der Schweizer Bundesversammlung am 12. Dezember 1996 eingesetzt, um die Wirtschafts- und Flüchtlingspolitik der Schweiz sowie das Verhalten der Schweizer Industrie-Unternehmen und Banken vor, während und nach dem Zweiten Weltkrieg genauer zu untersuchen. Anlass waren Vorwürfe insbesondere des Jüdischen Weltkongresses, aber auch des US-Aussenministeriums gegen die Schweiz. Die Vorwürfe zielten gegen die Handhabung der namenlosen Konten, die Flüchtlingspolitik und die wirtschaftlichen Beziehungen zu Deutschland.
Die Unabhängige Expertenkommission Schweiz – Zweiter Weltkrieg (UEK) wurde am 19. Dezember 1996 vom Schweizer Bundesrat eingesetzt und kam – in ihrem Schlussbericht 2002 – zum Ergebnis, dass die damalige schweizerische Flüchtlingspolitik mit den «Prinzipien» eines Rechtsstaates nicht vereinbar gewesen sei.
Die Ergebnisse der UEK sind in mehreren Publikationen veröffentlicht worden (siehe Literatur → Bergier-Bericht). Der Bericht war Bestandteil des Verfahrens um jüdische Vermögen bei Schweizer Banken. Die Ergebnisse der UEK sind bis heute politisch umstritten. Insbesondere bürgerliche Kreise werfen dem Bericht Einseitigkeit vor (siehe Literatur → «Kritische Stimmen»). Eine wissenschaftliche Debatte steht jedoch noch aus.
Der Lehrmittelverlag des Kantons Zürich gab 2006 ein Geschichtsbuch für die Sekundarstufen I und II heraus, das unter dem Titel Hinschauen und nachfragen die Arbeit und die Ergebnisse der Bergier-Kommission behandelt. Bei Kritikern des Bergier-Berichtes stiess auch diese Publikation auf scharfen Widerstand: Der Bergier-Kritiker Luzi Stamm warf dem Lehrbuch denselben «selbstanklägerischen Grundton» vor, den der Bergier-Bericht gehabt habe, ausserdem mache ein verfehltes Geschichtsbild das Buch noch schlimmer als den Bergier-Bericht selbst. In der Debatte um das Schulbuch wurden auch Konflikte innerhalb des fünfköpfigen wissenschaftlichen Beirates des Buches öffentlich, in dem der konservative Politiker Franz Muheim das Lehrmittel als «völlig ungeniessbar für den Schulunterricht» bezeichnete, die Historiker Jakob Tanner und Carlo Moos das Buch dagegen verteidigten.

### «Bergier-Bericht»
- Die Schweiz, der Nationalsozialismus und der Zweite Weltkrieg: Schlussbericht. Unabhängige Expertenkommission Schweiz – Zweiter Weltkrieg. Pendo, Zürich 2002, ISBN 3-85842-601-6, Download (PDF; 1,8 MB) bei uek.ch unter «Berichte 2001/2002, Schlussbericht»
  - zusätzlich noch etwa 40 Veröffentlichungen der «Unabhängigen Expertenkommission Schweiz – Zweiter Weltkrieg» über das Verhältnis Schweiz-Nazideutschland (insbesondere über Geld, Gold, Interaktionen, Transit, Transport, rechtliche Aspekte, Minderheiten [Juden, Sinti, Jenische] und Flüchtlinge). (Weblinks zu Zusammenfassungen der UEK-Veröffentlichungen bei Bergier-Bericht#Primärliteratur)

### Flugzeuge, Luftraum
- Georg Hoch: Die Messerschmitt Me 109 in der Schweizer Flugwaffe. G. Hoch, Payerne 1999, ISBN 3-905404-10-9.
- Josef Inauen (Red.): Schweizer Schlachtfelder III: Schwaderloh, Luftgefechte 1940. Eidgenössische Militärbibliothek und Historischer Dienst, Bern 2004, ISBN 3-906969-11-8.
- Museum zu Allerheiligen (Hrsg.): Kunst aus Trümmern. Die Bombardierung des Museums zu Allerheiligen 1944 und ihre Folgen. Baden 2019, ISBN 978-3-03919-489-6.

### Armee
- Willi Gautschi: General Henri Guisan: Die schweizerische Armeeführung im Zweiten Weltkrieg. 4. Auflage. Verlag NZZ, Zürich 2001, ISBN 3-85823-516-4.
- General Henri Guisan: Bericht an die Bundesversammlung über den Aktivdienst 1939–1945. Eidgenössische Militärbibliothek. Rösch, Bern ca. 1946.
- Hans-Rudolf Maurer (Hrsg.): Geheime Kommandoposten der Armeeführung im Zweiten Weltkrieg. Merker im Effingerhof, Lenzburg (Schweiz) 2001, ISBN 3-85648-120-6.

### Schweiz nach dem Zweiten Weltkrieg
- Hadrien Buclin: «Surmonter le passé?»: les intellectuels de gauche et le débat des années soixante sur la deuxième guerre mondiale. In: Schweizerische Zeitschrift für Geschichte. 2013/2, ISSN 0036-7834, S. 233–249.
- Matthias Kunz, Pietro Morandi: Die Schweiz und der Zweite Weltkrieg: zur Resonanz und Dynamik eines Geschichtsbildes anhand einer Analyse politischer Leitmedien zwischen 1970 und 1996. Studie im Rahmen des NFP «Aussenpolitik», Synthesebericht. Univ. Bern, Institut für Politikwissenschaft, Bern 2000, ISBN 3-907148-30-4.
- Kurt R. Spillmann, Andreas Wenger: Schweizer Sicherheitspolitik seit 1945. Zwischen Autonomie und Kooperation. Verlag NZZ, Zürich 2001, ISBN 3-85823-909-7.

### Kritische Stimmen
- Erpresste Schweiz: zur Auseinandersetzung um die Haltung der Schweiz im Zweiten Weltkrieg und um die Berichte der Bergier-Kommission: Eindrücke und Wertungen von Zeitzeugen. Eine Gemeinschaftsarbeit des Arbeitskreises Gelebte Geschichte (Schweiz). Gut, Stäfa 2002, ISBN 3-85717-142-1.
- Werner Rings: Raubgold aus Deutschland. Die Golddrehscheibe Schweiz im Zweiten Weltkrieg. Piper, München 1996, ISBN 3-492-03955-3.
- Curt Schwizer: Die stumme Generation. Meine Schulzeit in Oberuzwil im Schatten des Dritten Reiches. PIR-Verlag, Rheintal 1997, DNB 953340937.
- Luzi Stamm: Der Inhalt des Bergier-Berichts auf zwanzig Seiten. Interessengemeinschaft Schweiz – Zweiter Weltkrieg, Aarau 2003 (online (Memento vom 26. Januar 2012 im Internet Archive), PDF, 84 kB)
- Heinz Zeller: Der Prügelknabe Schweiz. Buch-Verlag Zeller, Basel 1998, ISBN 3-9521215-1-7.